# Fuminana astra
Fuminana astra är en insektsart som beskrevs av Delong och Freytag 1969. Fuminana astra ingår i släktet Fuminana och familjen dvärgstritar. Inga underarter finns listade i Catalogue of Life.